# الزمان العاكر
الزمان العاكر هو فيلم دراما اجتماعية مغربي من إخراج محمد إسماعيل سنة 2013، وبطولة كل من فرح الفاسي، عزيز الحطاب، عبد الرحيم المنياري، آمال صقر، عائشة اصبان، مصطفى سلمات، وآخرون.
يتطرق الفيلم لمسألة العقم.

## القصة
يحكي الفيلم قصة حياة «منانة» (التي تجسدها الممثلة فرح الفاسي). تعيش هذه السيدة في البادية تتمتع بجمال بدوي أصيل. بعد نزاع مع زوجها «رحّال» (الذي يؤدي دوره الممثل عبد الكريم الجبلي)، تتسلل «منانة» في جنح الظلام من بيتها القروي بعد ان شتمها زوجها بأنها عاقر، ولم تنجب له ولدا، بالرغم من الجهد الذي بذله رحّال ومرافقتها له عند العديد من الأطباء بتطوان.
جميع الأطباء أكدوا له بأن التحاليل تثبت أن منانة ليست عاقرا، لكنّ رحال رفض أن يخضع لنفس التحاليل، لأنه يعتقد كالكثير من الرجال بأن العقم هو شأن يخص النساء وحدهن. تهاجر «منانة» إلى المدينة عند أخيها «ياسين» (أداء عزيز الحطاب) الذي يشتغل في أحد الأوراش في منطقة الشمال ناحية تطوان، يسكن وحيدا، وله علاقة مع «صوفيا» (أداء عائشة أصبان) التي حملت منه وتنكّر لها، ما يجعلها تهاجر إلى إسبانيا لتعمل في الحقول.
في مدينة تطوان، ستكتشف «منانة» عالما آخر غريبا عنها وستعيش لحظات التيه والضياع بحثا عن عمل تحقق به ذاتها، ولكي تتخلص من لوم وعتاب أخيها الذي بدأ يتضايق من عيشها معه، تطلب منانة من جارته «السعدية» السيدة المتحررة (أداء آمال صقر) بأن تساعدها وتتوسط لها كي تحصل على عمل، لكن هذه الأخيرة ستحاول استغلالها، ببيع لحمها لبعض زبنائها، وأمام رفضها ستعاملها بغلظة وقسوة، لن ترضى منانة بإهانة أخيها ياسين، ما يضطرها لمغادرة شقته، حيث سيستغل «كمال» (أداء عبد الرحيم المنياري) ضعفها، ورغبتها الملحة في العمل. لم يكن كمال يرغب سوى في جسد منانة، لكن منانة بعد معاناة وتشرد ستجد أمامها «عزوز» (أداء مصطفى سلمات) الرجل الطيّب الذي ضيّع ثروته في لعب القمار، والذي يفتح لها بيته ويقدم لها يد المساعدة، خصوصا بعدما تكشف منانة أنها حامل، تضع منانة وليدتها في المستشفى لتجدها محاطة بعزوز وأخيها ياسين وزوجته صوفيا، أمّا رحّال الزوج الأول ل«منانة» تزوّج مرة أخرى، ومازال غير معترف بأنه هو العاقر وليس «منانة».

## جوائز
فاز الفيلم بجائزة لجنة التحكيم في مهرجان مكناس للفيلم التلفزيوني سنة 2013.